# Карагай (Біржан-сала район)
Карага́й (каз. Қарағай) — село у складі району Біржан-сала Акмолинської області Казахстану. Входить до складу Макинського сільського округу.
Населення — 73 особи (2021; 73 у 2009, 112 у 1999, 186 у 1989).
Національний склад станом на 1989 рік:
- росіяни — 47 %;
- казахи — 28 %.

До 2005 року село називалося Сосновка.